# The Song of the Woods
The Song of the Woods è un cortometraggio muto del 1916 diretto da Clifford S. Elfelt.

## Produzione
Il film fu prodotto dall'Universal Film Manufacturing Company (con il nome Big U).

## Distribuzione
Distribuito dall'Universal Film Manufacturing Company, il film - un cortometraggio in una bobina - uscì nelle sale cinematografiche USA il 3 settembre 1916.